# كيفن مور (لاعب كرة قدم أسترالية)
كيفن مور (بالإنجليزية: Kevin Moore)‏ هو لاعب كرة قدم أسترالية أسترالي، ولد في 6 فبراير 1954.

## وصلات خارجية
- كيفن مور على موقع AustralianFootball.com (الإنجليزية)
- كيفن مور على موقع AFLtables.com (الإنجليزية)